# Wereldkampioenschappen kanomarathon
De wereldkampioenschappen kanomarathon is een internationaal kampioenschap in kanovaren. De wereldkampioenschappen vinden sinds 1988 plaats. In het begin om de twee jaar nadien om het jaar.

## Wedstrijden
Bij kanomarathon zijn er wedstrijden in twee verschillende boottypes; namelijk de open kano (C) met een enkelbladige peddel, en de kajak (K) een gesloten kano met een dubbelbladige peddel. Beide boottypes hebben een één-, twee- of vierpersoonsversie. De afstanden die gevaren worden hangen af van jaar tot jaar. Maar zijn voor mannen minstens 20 km en voor vrouwen minstens 15 km al kunnen ze ook over veel grotere afstanden gaan.

## Edities
| Jaar | Gaststad                 | Gastland            |
| ---- | ------------------------ | ------------------- |
| 1988 | Nottingham               | Verenigd Koninkrijk |
| 1990 | Kopenhagen               | Denemarken          |
| 1992 | Brisbane                 | Australië           |
| 1994 | Amsterdam                | Nederland           |
| 1996 | Vaxholm                  | Zweden              |
| 1998 | Kaapstad                 | Zuid-Afrika         |
| 1999 | Győr                     | Hongarije           |
| 2000 | Dartmouth                | Canada              |
| 2001 | Stockton-on-Tees         | Verenigd Koninkrijk |
| 2002 | Zamora                   | Spanje              |
| 2003 | Valladolid               | Spanje              |
| 2004 | Bergen                   | Noorwegen           |
| 2005 | Perth                    | Australië           |
| 2006 | Trémolat                 | Frankrijk           |
| 2007 | Győr                     | Hongarije           |
| 2008 | Týn nad Vltavou          | Tsjechië            |
| 2009 | Vila Nova de Gaia        | Portugal            |
| 2010 | Banyoles                 | Spanje              |
| 2011 | Singapore                | Singapore           |
| 2012 | Rome                     | Italië              |
| 2013 | Kopenhagen               | Denemarken          |
| 2014 | Oklahoma City            | Verenigde Staten    |
| 2015 | Győr                     | Hongarije           |
| 2016 | Brandenburg an der Havel | Duitsland           |
| 2017 | Pietermaritzburg         | Zuid-Afrika         |
| 2018 | Vila Verde               | Portugal            |
| 2019 | Shaoxing                 | China               |
| 2020 | Bærum (geannuleerd)      | Noorwegen           |
| 2021 | Pitești                  | Roemenië            |
| 2022 | Ponte de Lima            | Portugal            |